# Colonia Sagrado Corazón
Colonia Sagrado Corazón är en ort i Mexiko.   Den ligger i kommunen Armería och delstaten Colima, i den södra delen av landet, 500 km väster om huvudstaden Mexico City. Colonia Sagrado Corazón ligger 18 meter över havet och antalet invånare är 112.
Terrängen runt Colonia Sagrado Corazón är platt åt sydost, men åt nordväst är den kuperad. Runt Colonia Sagrado Corazón är det ganska tätbefolkat, med 124 invånare per kvadratkilometer. Närmaste större samhälle är Tecoman, 11,5 km öster om Colonia Sagrado Corazón. Omgivningarna runt Colonia Sagrado Corazón är en mosaik av jordbruksmark och naturlig växtlighet.